# بيلي مردوخ
بيلي مردوخ (بالإنجليزية: Billy Murdoch)‏ هو لاعب كرة قدم بريطاني في مركز الوسط، ولد في 21 أبريل 1949 في روثرجلين ‏ في المملكة المتحدة. لعب مع نادي بريستول سيتي.